# Продамет
«Продаме́т» (также «Продаме́та»), О́бщество для прода́жи изде́лий ру́сских металлурги́ческих предприя́тий — промышленный территориальный синдикат (1902—1918) Российской империи. Основан в 1902 году по инициативе и при участии Совета Съезда горнопромышленников Юга России. Крупнейшее монополистическое объединение Российской империи в металлургической промышленности. На момент создания в состав Продамета вошло 14 заводов, из которых большинство (11) находились на украинской территории. Национализирован большевиками в 1918 году.

## Создание
Создан в 1902 году как Акционерное общество «Продамет» (полное название — «Общество для продажи изделий русских металлургических предприятий»). В состав объединения вошло 14 металлургических предприятий, среди которых: Южно-русское Днепровское металлургическое, Русско-бельгийское, Брянское и Донецко-Юрьевское общества, «Провиданс» и другие):20.
Синдикат финансировался французскими, немецкими (до 1914 года), бельгийскими и русскими банками. Как первое объединение такого характера, фактически он стал основой и первым примером синдикатирования крупнейших отраслей промышленности Российской империи:20.

## Устройство
«Продамет» сформировался как сложное синдикативное учреждение в результате ряда сепаратных договоров по сбыту отдельных видов металлургической продукции между отдельными крупнейшими металлургическими предприятиями Российской империи (далее синдикат расширил своё влияние также на предприятия Царства Польского). Позднее синдикат добился возможности контроля над основными каналами сбыта металлургической продукции и усилил монополизацию отрасли. Между тем, это не снизило конкуренции внутри синдиката:20.
Формально «Продамет» имел организационно правовую форму акционерного общества открытого типа, но фактически, с учётом сепаратных договорённостей, акционерам запрещалось отчуждать свои активы и передавать их под угрозой штрафов. Если участники покидали синдикат, они должны были продать свои акции исключительно другим участникам синдиката:20.

## Деятельность и результаты
Синдикат разделил территорию Российской империи на 13 районов, в каждом из которых были созданы региональные представительства для управления деятельностью синдиката на местах. Крупнейшие управления разместились в Киеве, Харькове, Одессе, Екатеринославе. Местные представительства отвечали за распределение квот, взаиморасчёты с контрагентами в своих регионах:20.
В 1909 году синдикат контролировал 60 % всех поставок металлургической продукции Российской империи, в 1912—1913 годах — уже 85 % объёмов всего производства чёрных металлов в Российской империи, в 1914 году он объединял 90 % всех металлургических компаний России. Синдикат тесно взаимодействовал со сходными монополистическими структурами в смежных отраслях, часть участников «Продамета» входили в состав синдикатов «Продуголь», «Продвагон», «Проволока» и других:20.
Монопольная политика синдиката «Продамет» стала одной из причин «металлического голода» 1910—1914 годов:20.
После начала Первой мировой войны правительством Российской империи был создан Металлургический комитет. В 1916 году «Продамет» в связи с государственной необходимостью был включён в состав этого комитета. Одновременно синдикату было предоставлено исключительное право на ведение учёта и централизованного распределения государственных заказов на изготовление металлических изделий:20.

## Национализация и упразднение
«Продамет» после Октябрьской революции 1917 года был национализирован большевиками:20.